# Kornet er i Fare
Kornet er i Fare er en dansk propagandafilm fra 1945, der er instrueret af Hagen Hasselbalch efter manuskript af ham selv og Mogens Skot-Hansen.

## Handling
Filmen er officielt en traditionel, oplysende og propagandistisk dokumentarfilm om vigtigheden af skadedyrsbekæmpelse. En kornsnudebillehun lægger 150 æg og kan nå tre generationer på et år. På filmens tilblivelsestidspunkt betød det, at skadedyrene kunne ødelægge 2% af høsten, lig med 22 mio. tabte kroner.
Uofficielt handler filmen om Danmarks frihedskamp, og det er ikke vanskeligt at se ligheden mellem kornsnudebillens hærgen og den tyske besættelsesmagts plyndren, der også blev oplevet som 'ædende, ødelæggende, ynglende'. Udover at være oplysende og instruktiv (i forhold til skadedyrsbekæmpelse, med landmændene som målgruppe) er filmen ikke mindst underholdende og morsom. Blandt andet har billerne fået stemmer og kommenterer spottende speakerens replikker.